# Condado de Walton (Flórida)
O condado de Walton (em inglês:  Walton County) é um dos 67 condados do estado americano da Flórida. A sede e cidade mais populosa do condado é DeFuniak Springs. Foi fundado em 29 de dezembro de 1824.

## Geografia
De acordo com o United States Census Bureau, o condado possui uma área de 3 210 km², dos quais 2 687 km² estão cobertos por terra e 523 km² por água.

## Demografia
Segundo o censo nacional de 2010, o condado possui uma população de 55 043 habitantes e uma densidade populacional de 20 hab/km². Possui 45 132 residências, que resulta em uma densidade de 17 residências/km².
Das três localidades incorporadas no condado, DeFuniak Springs é a mais populosa e a mais densamente povoada, com 5 177 habitantes e densidade populacional de 145 hab/km², enquanto Paxton é a menos populosa, com 644 habitantes. De 2000 para 2010, a população de Freeport cresceu 50% e a de Paxton reduziu em quase 2%. Apenas duas localidades possuem população superior a mil habitantes.